# Resistance Climbing
 (avril 2025).
Resistance Climbing est un film documentaire de 2023 sur l’escalade en Palestine, de moyen-métrage (38 minutes), réalisé par Zachary Barr et Nick Rosen, qui suit l’Américano-Palestinien Andrew Bisharat sur des voies d’escalade en Cisjordanie occupée. Il est sorti en France le 23 juillet 2023.
Le film fait partie de la sélection Reel Rock 17 (2023).

## Synopsis
Le film suit l’Américano-Palestinien Andrew Bisharat, grimpeur qui a escaladé des parois dans le monde entier, et qui, invité en Cisjordanie, redécouvre une partie de ses origines. C’est l’occasion pour lui de découvrir la Palestine et les voies d’escalade équipées par son ami Tim Bruns depuis dix ans dans des sites naturels au Nord de Ramallah. C’est aussi l’occasion pour lui de visiter la maison dont sa famille a été expulsée en 1948 et confisquée (voir loi sur la propriété des absents).

## Réception
Le film reçoit de bonnes critiques. Pour Alpine mag, c’est le film d’escalade de l’année ; le site Climbing le compare à Free Solo.

## Récompenses
Le film a reçu :
- le prix Charlie Fowler du meilleur film d’aventure du Festival du film de montagne 2023[4] ;
- le prix du public du festival du film d’aventures de la Réunion 2024[5]